# Utopismo tecnologico
Uno utopismo tecnologico è una ideologia basata sulla convinzione che i progressi scientifici e tecnologici possano condurre ad una utopia, o quantomeno contribuiscano a soddisfare qualche desiderio impossibile da realizzare. Una tecno-utopia è quindi una ipotetica società ideale, in cui le leggi, il governo, e le condizioni sociali operino esclusivamente per il bene e la felicità di tutti i suoi cittadini, ambientato in un prossimo - o lontano - futuro, ne quale la scienza avanzata e la tecnologia consentano l'esistenza di questi standard di vita ideali, come ad esempio la fine della scarsità di risorse, delle trasformazioni della natura umana, l'abolizione della sofferenza e anche l'immortalità.
Alla fine del XX e inizi del XXI secolo molte ideologie e movimenti, come la controcultura cyberdelica, l'ideologia californiana, il transumanesimo e il singolaritanismo, sono emersi per promuovere una forma di tecno-utopia. Il critico culturale Imre Szeman sostiene il fatto che una utopia tecnologica sia una metanarrazione irrazionale in quanto non esistono prove a sostegno di tale teoria. Egli conclude che ciò che viene mostrato dall'esistenza di tale teoria è la misura di quanto la società contemporanea abbia posto una grande fiducia nelle narrazioni del progresso e della tecnologia. Questo avviene nonostante esistano molteplici elementi che evidenziano il fatto che alcune tecnologie aumentino i problemi anziché diminuirli.

## Utopismo tecnologico dal XIX secolo alla metà del XX
Karl Marx ritenne che la scienza e la democrazia fossero la mano destra e sinistra di ciò che egli defini la transizione dal regno della necessità al regno della libertà. Egli sostenne che il progresso della scienza abbia contribuito a delegittimare il potere dei monarchi e della Chiesa cristiana.
Durante il XIX secolo liberali, socialisti e repubblicani abbracciarono spesso il tecno-utopismo. Radicali come Joseph Priestley proseguirono il proprio lavoro di investigazione scientifica pur promuovendo la democrazia. Robert Owen, Charles Fourier e Henri de Saint-Simon nel XIX secolo ispirarono il comunalismo con le loro visioni di un futuro scientifico e della evoluzione tecnologica dell'umanità che usa la ragione. I radicali usarono l'idea della evoluzione darwiniana per convalidare l'idea di progresso sociale. Il socialismo utopistico di Edward Bellamy, espresso nella sua opera Guardando indietro, ispirò centinaia di club socialisti statunitensi nel tardo XIX secolo e un partito politico nazionale avente una ideologia politica altamente tecnologica come la fantasia di Bellamy. Per Bellamy e la Fabian Society, il socialismo doveva essere portato come corollario indolore dello sviluppo industriale.
Rispetto ai loro predecessori e contemporanei, Karl Marx e Friedrich Engels videro più dolore e conflitto nel corso del raggiungimento di tale utopia, ma convennero circa l'inevitabile fine. I marxisti sostennero il fatto che il progresso della tecnologia abbia gettato le basi non solo per la creazione di una nuova società, con rapporti di proprietà mutualisti, ma anche per la nascita di nuovi esseri umani ricollegati alla natura e a loro stessi. In cima agli obiettivi c'è il miglioramento delle condizioni della classe proletaria era "per aumentare il più rapidamente possibile il totale delle [forze produttive]". Nel XIX e il XX secolo le ideologie della sinistra, sia quelle socialdemocratiche sia quelle comuniste, si sono concentrate sull'industrializzazione, sullo sviluppo economico e sulla promozione della ragione, della scienza e dell'idea di progresso.
Alcuni utopisti tecnologici promossero l'eugenetica. Ritenendo che in studi sulle famiglie, come quello sulle famiglie Jukes e Kallikaks, la scienza abbia dimostrato che molti tratti come la criminalità e l'alcolismo sono ereditarie, molti sostennero la sterilizzazione di coloro i quali presentassero dei tratti comportamentali negativi. Dei programmi di sterilizzazione forzata sono stati attuati in diversi Stati degli Stati Uniti
H.G. Wells in opere come The Shape of Things to Come promosse l'utopismo tecnologico in un'opera del 1933 nella quale anticipa alcuni eventi futuri storici, assieme ad altri che non si sono realizzati. Egli scrive di una guerra mondiale che finisce con una dittatura benevola e infine una società i cui membri siano tutti uomini universali.
Gli orrori del XX secolo - dittature comuniste e fasciste, guerre mondiali - hanno spinto molte persone ad abbandonare l'ottimismo. L'Olocausto, come Theodor Adorno ha sottolineato, sembrava smentire l'ideale di Condorcet e di altri pensatori dell'illuminismo, che equiparavano progresso scientifico con il progresso sociale.
(Theodor W. Adorno, 1949)

## Utopismo tecnologico dalla fine del XX e l'inizio del XXI secolo
(Ronald Reagan)
Nella cultura degli anni novanta del XX secolo cominciò a rifiorire un movimento del tecno-utopismo, legato al fenomeno delle società dot-com. Ciò avvenne soprattutto nella costa occidentale degli Stati Uniti, in particolare, nei dintorni della Silicon Valley. L'ideologia californiana era un insieme di credenze che conciliavano atteggiamenti bohémien e antiautoritaristi della controcultura degli anni sessanta con tecno-utopismo e aderenza ai valori delle politiche economiche libertarie. È stato attivamente promosso nelle pagine della rivista  Wired, che è stata fondata a San Francisco nel 1993 ed è stata vista per un numero di anni come la "bibbia" dei suoi seguaci.
Questa forma di tecno-utopismo riflette la convinzione che il cambiamento tecnologico rivoluzioni le società umane e che in particolare la tecnologia digitale - di cui Internet non era che un presagio modesto - aumenterebbe la libertà personale liberando l'individuo dal rigido abbraccio del grande governo burocratico. I "lavoratori della conoscenza" renderebbero le gerarchie tradizionali ridondanti; le comunicazioni digitali permetterebbero loro di sfuggire alla città moderna, un "residuo obsoleto dell'era industriale".
I suoi seguaci sostengono il superamento della suddivisione tradizionale tra partiti di destra e di sinistra, ritenendo che questa contrapposizione sia obsoleta. Ciò nonostante, un tecno-utopismo sproporzionato ha attratto diversi aderenti degli schieramenti ultra liberali. Pertanto, i tecno-utopisti hanno espresso una ostilità verso la regolamentazione da parte del governo e una fede nella superiorità del libero mercato. Tra i più noti autori del tecno-utopismo vi sono George Gilder e Kevin Kelly, un editor di Wired che ha anche pubblicato diversi libri.
Durante il grande successo delle società di servizi che basavano le proprie attività su Internet, detto "boom delle dot-com", la bolla speculativa ha dato adito a pensare che un'epoca di "prosperità permanente" fosse arrivata; il tecno-utopismo fiorì in genere tra la piccola percentuale della popolazione dei dipendenti delle aziende startup legate a Internet e/o aventi la proprietà di grandi quantità di titoli high-tech. Con la successiva e rapida diminuzione di valore dei titoli del mercato azionario, molti di questi tecno-utopisti delle dot-com dovettero rivedere alcune delle loro credenze a fronte del chiaro ritorno della realtà economica tradizionale.
Alla fine degli anni novanta e soprattutto durante il primo decennio del XXI secolo, le posizioni note come "tecnorealismo" e "tecno-progressismo" hanno avuto un forte supporto tra i sostenitori del cambiamento tecnologico come alternative moderate al tecno-utopismo. L'utopismo tecnologico comunque persiste nel XXI secolo a seguito di nuovi sviluppi tecnologici e del loro impatto sulla società. Ad esempio, molti giornalisti che si occupano di tecnologia e commentatori sociali, tra i quali Mark Pesce, hanno interpretato il fenomeno Wikileaks e il caso Cablegate dell'inizio di dicembre 2010 come precursori, o incentivi, per la creazione di una tecno-utopia della società trasparente. Il cyber-utopismo (utopismo cibernetico), termine coniato da Evgeny Morozov, è un'altra manifestazione di questo, in particolare per quanto riguarda Internet e i social network.

## Utopie legate alla diffusione di Internet
Tra le utopie legate agli sviluppi tecnologici, particolarmente importanti ed attuali sono quelle legate allo sviluppo di Internet.

### Evgeny Morozov ed il cyber-utopismo

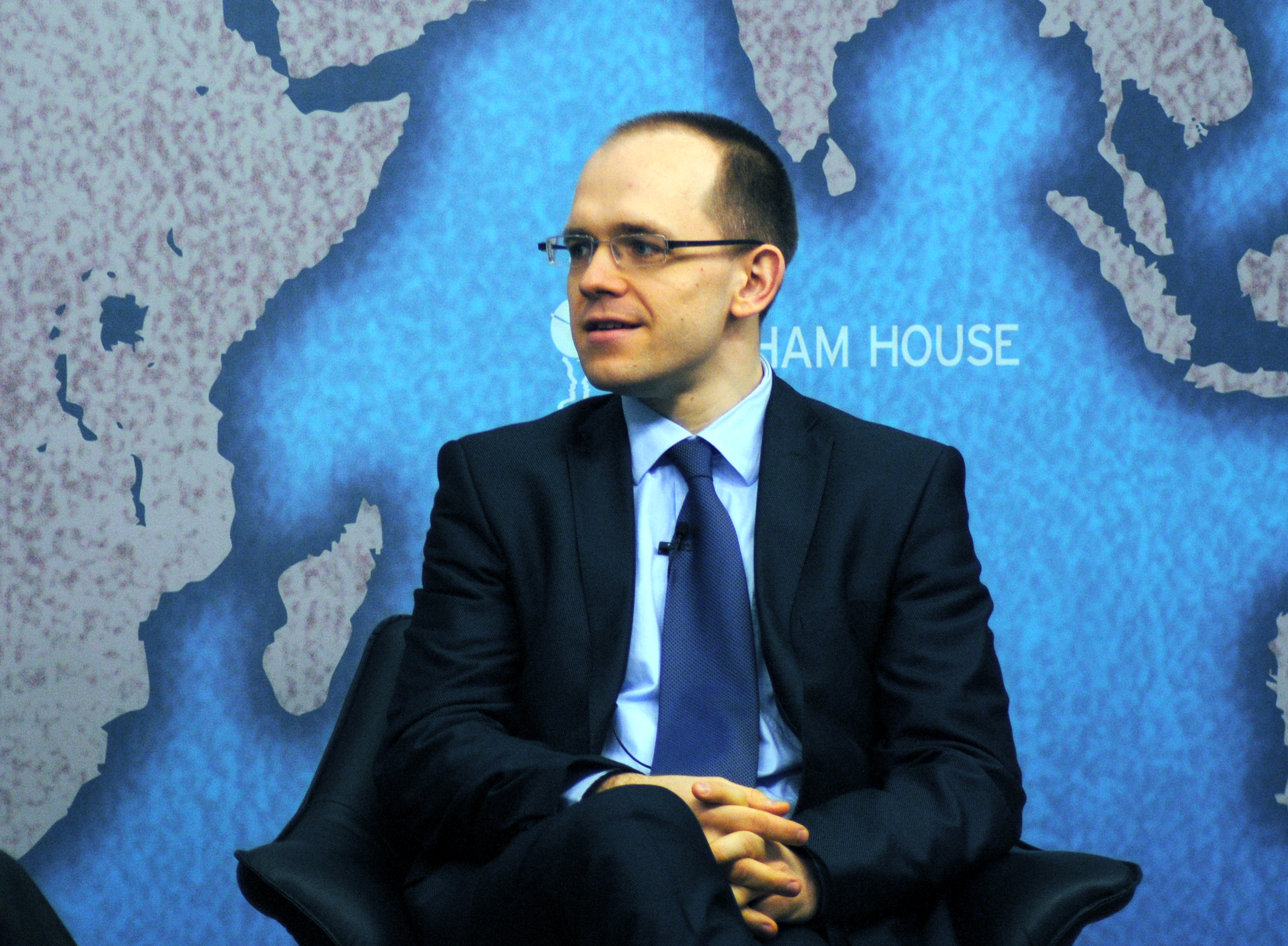
Morozov al convegno The Limits of Technology in an Imperfect World (2013) della Chatham House

Il concetto di utopismo cibernetico è stato coniato da Evgeny Morozov nel suo libro The net delusion: The Dark Side of Internet Freedom (edizione italiana: L'ingenuità della rete. Il lato oscuro della libertà di internet, Codice Edizioni, 2011 ISBN 978-88-7578-261-0). Questo utopismo si manifesta nella convinzione che la comunicazione on-line permetta l'emancipazione dei popoli e che Internet favorisca gli oppressi piuttosto che gli oppressori. Morozov chiama questa convinzione ingenua e testarda a causa del rifiuto di riconoscere il lato negativo della rete
Egli continua a dare la colpa ai "ex hippies" nel 1990, per aver causato questa convinzione utopica.
(Evgeny Morozov, The net delusion: The Dark Side of Internet Freedom)
Nel libro viene citato un discorso di Hillary Clinton nel quale veniva affermato che bastava dare Internet alle persone per fare in modo che esse lo usino per l'avanzamento della democrazia e dei diritti umani. Ciò non trova riscontro nel fatto che le ricerche più frequenti sui motori di ricerca russi non siano "Cosa è la democrazia" o "Come proteggere i diritti umani", ma "Cos'è l'amore" e "come perdere peso".
In un libro successivo, To Save Everything, Click Here, uscito nel 2013, l'autore affronta due nuovi concetti definiti mediante neologismi:
- l'internet-centrismo, ovvero considerare la rete come qualcosa di stabile e monolitico che sia in grado di dominare la nostra società;
- il soluzionismo applicato alla tecnologia, dovuto al fatto che diverse aziende, tra le quali Amazon, Facebook e Google abbiano allargato il proprio campo d'azione su cose che non appartengono alla loro attività principale.

Uno degli esempi portati è che nessuno abbia stabilito che la struttura wiki di Wikipedia sia la migliore anche per le proposte politiche.
Le persone che vengono considerate portatrici di tale ideologia sono Jeff Jarvis, Nicholas Carr, Clay Shirky, David Weinberger, Kevin Kelly e Jeff Bezos.

### Richard Barbrook, Andy Cameron e l'ideologia californiana
L'ideologia californiana, descritta da Richard Barbrook e Andy Cameron, è un insieme di credenze che coniugano atteggiamenti bohémien e di dissenso specifici della controcultura degli anni 1960 col sostegno alle politiche economiche neoliberiste. Questa associazione apparentemente contraddittoria è stata promossa dai mezzi d'informazione di massa. Nella nuova utopia digitale, secondo gli autori, ognuno sarà alla moda e ricco. Queste credenze sono ritenute da alcuni come caratteristiche della cultura del settore della Information Technology della Silicon Valley e della costa occidentale degli Stati Uniti durante la bolla delle dot-com del 1990. Tra gli esperti che hanno previsto l'arrivo dell'età dell'informazione troviamo Alain Touraine con La Société post-industrielle; il politico di origine polacca Zbigniew Brzezinski con Between Two Ages; il sociologo statunitense Daniel Bell con The Coming of the Post-Industrial Society; il saggista statunitense e futurologo Alvin Toffler con The Third Wave; Simon Nora ed Alain Minc con il rapporto denominato L'informatisation de la societé noto anche col nome di rapporto Nora-Minc; ed infine il pioniere delle scienze sociali Ithiel de Sola Pool con Technologies of Freedom. Chi crede in tale ideologia pensa che con la rete si possa stabilire una nuova democrazia nel senso in cui viene intesa da Thomas Jefferson, nella quale ognuno è libero di esprimersi in rete. Tale visione dipende anche dal fatto che alcune persone decidano di ignorare gli aspetti meno positivi della costa occidentale degli USA: il razzismo, la povertà e il degrado ambientale.
Nella serie di documentari All Watched Over by Machines of Loving Grace di Adam Curtis questa ideologia viene collegata alla filosofia oggettivista di Ayn Rand, sostenitrice dell'individualismo e dell'egoismo razionale, da lei inteso come la più naturale e importante delle virtù, in quanto consiste nel cercare il proprio bene senza arrecare danno agli altri. Tale ideologia ha ispirato la prima generazione dei pionieri di Internet.

### Andrew Keen e il linguaggio da attivista degli imprenditori
Nel 2006 , Andrew Keen scrisse che il Web 2.0 fosse un "grande movimento utopico", simile ad una "società comunista", nel modo in cui quest'ultima viene descritta dal filosofo ed economista Karl Marx. L'autore nota come il linguaggio degli imprenditori del settore informatico sia cambiato da termini come "cool" (figo), "eyeballs" (letteralmente bulbo oculare, significa fissare qualcosa dedicargli tutta la propria attenzione), e "burn-rate" (la quantità di denaro necessaria ad una startup per rimanere in piedi) vengono sostituite da espressioni militanti e assurde come Empowering citizen media (dare più potere ai mezzi di informazione gestiti dai cittadini), radically democratize (permettere una gestione molto più democratica di qualcosa), smash elitism (colpire i comportamenti che favoriscano le élite), content redistribution (redistribuzione dei contenuti), authentic community (comunità autentica). L'autore vede il Web 2.0 come una ideologia che venera il creativo della domenica, come chi nel tempo libero fa filmati, canta canzoni o scrive libri. Viene suggerito da tale ideologia che chiunque, anche la persona più ignorante e meno alfabetizzata, possa e debba usare i mezzi digitali per esprimersi e realizzarsi.

### L'attivismo da click
Per attivismo da click si intende l'ideologia secondo la quale è possibile modificare vari aspetti della società nella quale si vive solamente facendo click con il proprio mouse da casa; anziché partecipando alle manifestazioni ed alle proteste nelle piazze e nei luoghi centrali delle città.
In un articolo denominato Small change della rivista The New Yorker del 2010, Malcolm Gladwell sostenne i propri dubbi sulle qualità di emancipazione e il riconoscimento dei social media come strumenti di progresso sociale in generale. L'articolo comincia parlando delle mobilitazioni popolari che sono avvenute in Moldavia e in Iran nel 2009 e che sono state rinominate come rivoluzioni di Twitter a causa del fatto che tale social network sia stato utilizzato per l'organizzazione delle proteste. Mark Pfeifle, ex-consigliere della sicurezza nazionale, ha affermato che senza Twitter i cittadini iraniani si sarebbero sentiti meno sicuri di poter protestare per la libertà e la democrazia. L'ex consigliere ha anche proposto Twitter per il premio Nobel per la pace. Se in precedenza gli attivisti venivano definiti dalle cause per le quali combattevano, adesso ottengono la propria identità in base allo strumento che usano. Tali affermazioni vengono contraddette dalla realtà, come sostiene anche Golnaz Esfandiari in un articolo denominato The Twitter Devolution nel quale si afferma che, sebbene Twitter fosse stato uno strumento molto utile per far scoprire al mondo intero cosa stesse succedendo in Iran, fosse totalmente inutile nel territorio iraniano quando è stato deciso di disattivare l'intera rete mobile.
Nel suo articolo Malcolm Gladwell critica Clay Shirky, colpevole di aver sopravvalutato il potenziale rivoluzionario di social media. In conclusione afferma che: "Shirky considera questo modello di attivismo un aggiornamento ma è semplicemente una forma di organizzazione che favorisce i legami deboli che ci danno l'accesso alle informazioni rispetto ai legami forti che ci aiutano a perseverare di fronte al pericolo."
Sul Guardian, Micah White paragona l'attivismo da click al McDonald's dell'attivismo politico. Egli sostiene che, affinché possa esserci un significativo cambiamento sociale, è necessario che vengono creati dei forti rapporti interpersonali tra le persone che manifestano. Un articolo simile è comparso in italiano su Il Post.

### Estropianesimo, la coscienza umana trasferita su Internet
Un'altra forma di utopismo tecnologico è rappresentata dall'Estropianesimo, il cui obiettivo finale è quello di trasferire la coscienza umana all'interno di una rete interconnessa avente caratteristiche simili a quelle di Internet.

### Ray Kurzweil e la Singolarità
Inoltre, i libri di Ray Kurzweil, nella fattispecie The Age of Spiritual Machines, sposano una sorta di utopismo cibernetico, in quanto egli vede un evento detto Singolarità, dopo il quale i progressi della tecnologia saranno così rapidi da rappresentare una barriera, dopo la quale la vita sarà un'esperienza completamente diversa, incomprensibile agli uomini d'oggi, e avanzata. Ciò che non viene sottolineato a sufficienza è che, secondo l'autore, tali tecnologie non verranno rese disponibili all'intera umanità, ma ad una minima minoranza ricchissima, che potrà anche sconfiggere tutte le malattie ed ottenere l'immortalità. Inoltre, le persone che si opporranno alla trasformazione del proprio corpo per diventare in parte cyborg, verranno ostracizzate. Le considerazioni morali vengono messe da parte nel febbrile inseguimento del progresso tecnologico ad ogni costo.

### David Nye e il consumismo tecnologico
Nell'agosto 2007, David Nye ha presentato l'idea di cyber-distopia, nella quale viene immaginato un mondo condizionato dagli aspetti peggiori del progresso tecnologico. L'autore comincia l'opera ricordando il fatto che il termine tecnologia è relativamente recente e ha avuto una lunga evoluzione nel tempo indicando anche abilità manifatturiere femminili. Paradossalmente, secondo l'autore, la tecnologia ha portato la promessa di una società del tempo libero e insieme il rischio della disoccupazione tecnologica. Osserva che la scarsa propensione al risparmio dei cittadini della classe media statunitense derivi dal loro attaccamento a tecnologie che diventano presto obsolete, mentre l'elite tecnologica che fornisce loro queste tecnologie sembra malata di lavoro. Nye afferma che i nuovi pericoli legati alle tecnologie non sono solo difficili da prevedere, ma sono anche ardui da riconoscere quando questi si manifestano. Nonostante il controllo delle tecnologie sia nelle mani dei cittadini si afferma che gli americani siano lontani dalle scelte sagge effettuate attraverso un processo politico.

### Nancy Baym e la comunicazione mediata dalla rete
Nel suo libro Personal Connections in the Digital Age, Nancy Baym parla del modo in cui una distopia cibernetica influenzerebbe negativamente le interazioni sociali. 
(Personal Connections in the Digital Age, Nancy Baym)
 L'autrice paragona questa paura con la paura che molti hanno avuto durante l'introduzione della televisione e del telefono, come le persone si stancano circa il potenziale per sostituzione di relazioni significative.
Secondo il punto di vista dell'autrice le possibilità e i vincoli imposti dalla tecnologia vengono affrontate in modo diverso dalle varie persone. Superando i punti di vista estremi, secondo i quali le comunicazioni telematiche sarebbero influenzate unicamente dalle persone o unicamente dalle tecnologia, la Baym ha una visione intermedia detta anche centrista, secondo la quale sia le persone che le tecnologie influenzano in misura eguale le comunicazioni tra le persone. Nel testo viene affermato che le comunicazioni informatiche non debbano essere viste come una forma di comunicazione orale dal vivo impoverite, ma come una forma di comunicazione intermedia tra lo scritto e l'orale, che può essere arricchita con le maiuscole, le fotografie, i video e le emoticon.

#### Il collettivo Ippolita e la trasparenza asimmetrica
Il collettivo Ippolita ha scritto un libro dal titolo “La Rete è libera e democratica” Falso! nel quale viene discusso quanto effettivamente Internet sia intrinsecamente libero e democratico. La loro riflessione parte dalla domanda di come sia possibile che tutti i social network siano gratuiti e chi paghi le spese di gestione dei server. Viene spiegato come il prezzo da pagare per l'uso dei social network siano proprio le informazioni personali che gli utenti rivelano senza pensarci troppo. Si determina una trasparenza che in realtà è asimmetrica, in quanto gli utilizzatori sono trasparenti, mentre le società che gestiscono i social network come Facebook e simili fanno firmare un accordo di riservatezza prima di fornire dati su come vengano utilizzate le informazioni personali.

### Libertà di espressione
In un controverso articolo del 2011 dal titolo Techno-Utopians Are Mugged by Reality, il Wall Street Journal esplora il concetto di violazione della libertà di parola nell'arrestare i social media per fermare la violenza. A seguito di diversi saccheggi delle città britanniche durante i disordini in Inghilterra del 2011, il primo ministro britannico David Cameron ha sostenuto che il governo debba avere la capacità di chiudere i social media durante il verificarsi di ondate di criminalità in modo che la situazione possa essere contenuta. È stato condotto un sondaggio per vedere se gli utenti di Twitter preferiscono lasciare che il servizio sia temporaneamente chiuso o tenerlo aperto in modo che possano parlare del famoso show televisivo X-Factor. La relazione finale ha dimostrato che ogni tweet ha optato per X-Factor. Gli effetti sociali negativi dell'utopia tecnologica sono che la società è talmente dedita alla tecnologia che semplicemente non può separarsene anche in favore di un bene più grande. Mentre a molti tecno-utopisti piacerebbe credere che la tecnologia digitale è per il bene più grande, può anche essere usata negativamente per portare danno al pubblico. Il filosofo Thomas Hobbes noterebbe che, senza l'applicazione delle norme per la libertà ordinata, "la vita dell'uomo è confinata nella solitudine, nella povertà, nella sporcizia, nella brutalità e la sua durata è alquanto breve".

### Virtualizzazione dei contatti umani
Altri critici delle tecno-utopie includono la preoccupazione per l'elemento umano, suggerendo che una tecno-utopia può ridurre il contatto umano, conducendo a una società distante. Un'altra paura è il livello di dipendenza che la società può sviluppare in queste tecnologie in uno scenario tecno-utopico. Queste critiche sono a volte indicate come una visione tecnologica anti-utopica o di una tecno-distopia.
Ancora oggi possono essere visti gli effetti sociali negativi di una utopia tecnologica: la comunicazione mediata come le telefonate, la messaggistica istantanea e i messaggi di testo sono passi verso un mondo utopico in cui si può facilmente contattare un'altra persona indipendentemente dall'ora e dal luogo nel quale questa si trova. Tuttavia, la comunicazione mediata rimuove molti aspetti essenziali della comunicazione tra esseri umani. Ad oggi, la maggior parte di testo, e-mail e messaggi istantanei offre un minor numero di segnali non verbali sui sentimenti rispetto alla comunicazione faccia a faccia. Questo fatto fa in modo che la comunicazione mediata possa essere male interpretata e che il messaggio venga frainteso. Con l'assenza di tono, linguaggio del corpo e contesto ambientale, la possibilità di un equivoco è molto più elevata, perciò rendendo la comunicazione meno efficace. In effetti, la tecnologia mediata può essere vista in modo distopico perché può essere dannosa per un'efficace comunicazione interpersonale.

## Principî
Bernard Gendron, professore di filosofia presso l'Università del Wisconsin-Milwaukee, definisce i quattro principî degli utopismi tecnologici del tardo-novecento e del XXI secolo nel modo seguente:
1. Stiamo vivendo una rivoluzione tecnologia (post-industriale);
2. Nell'era post-industriale, il cambiamento tecnologico sarà d'intensità (come minimo) sostenuta;
3. Nell'era post-industriale, la crescita tecnologica porterà alla fine della scarsità economica;
4. L'eliminazione della scarsità economica comporterà l'eliminazione di tutti i principali mali della società.

## Critiche
I critici sostengono che l'identificazione tecno-utopistica del progresso sociale con il progresso scientifico sia una forma di positivismo e scientismo. I critici del moderno tecno-utopismo libertario sottolineano che tende a concentrarsi su "l'interferenza del governo" mentre respinge gli effetti positivi della regolamentazione dell'impresa. Essi hanno inoltre sottolineato che ha poco da dire sull'impatto ambientale della tecnologia e che le sue idee hanno poca rilevanza per gran parte del resto del mondo dove essa è ancora relativamente scarsa (vedi il divario digitale mondiale).

### Inquinamento
Imre Szeman, in uno studio del 2010 intitolato System Failure: Oil, Futurity, and the Anticipation of Disaster, sostiene che l'utopismo tecnologico è una delle narrazioni sociali che impediscono alle persone di agire sulle conoscenze relative ai problemi ambientali tra i quali gli effetti sull'ambiente dell'uso del petrolio.

### Progetti per la diffusione dei telefoni mobili che ignorano altri fattori
Uno studio sulla diffusione dei telefoni mobili in Africa e lo sviluppo economico ha evidenziato che anche se i telefoni mobili possono allargare l'accesso alle risorse e alle informazioni, non possono sostituire gli investimenti in altri beni pubblici, come le strade, la corrente elettrica e l'acqua potabile. Secondo lo studio, di fatto, sono meno efficaci senza questi ultimi. Senza strade, un commerciante potrebbe essere in grado di ottenere delle informazioni migliori sui prezzi, ma non poter trasportare i beni al mercato. Senza corrente elettrica, una azienda potrebbe ricevere ordini dai clienti attraverso il cellulare, ma avrebbe bisogno di ridurre le sue ore lavorative alle ore diurne. In Nigeria, una società di telefoni mobili ha dovuto fornire la propria fonte di corrente elettrica usando dei generatori nelle sue 3600 stazioni a causa dei continui problemi di elettricità, bruciando 450 litri di diesel al secondo per mantenere operative le proprie torri. Affinché ci sia lo sviluppo economico, è necessaria una complementarità tra i telefoni mobili e le altre forme di capitale.

### Depressione e farmaci anti-depressivi
Il sociologo Alain Ehrenberg cita lo psichiatra Mark S. Gold, il quale ha affermato:
(Mark S. Gold, The Good News About Depression: Cures And Treatments In The New Age Of Psychiatry)
Viene anche citato lo scienziato statunitense del sistema nervoso Solomon Snyder, che ha scritto:
(Solomon Snyder, Molecular strategies in Psychopharmacology: The Third Generation of Progress)
Questa grandissima fiducia nella tecnologia sembra essere mal riposta secondo Alain Ehrenberg ed Eugenio Borgna.